# Copa Santa Fe 2018
La Copa Santa Fe 2018 fue la tercera edición de esa competición oficial, organizada por la Federación Santafesina de Fútbol, en la que participan los equipos de la provincia de Santa Fe de todas las divisiones del fútbol argentino junto con los representantes de cada liga regional de la provincia.
Consagró campeón al Club Atlético Unión de Sunchales, club afiliado a la Liga Rafaelina de Fútbol y participante del Torneo Federal A, que logró de esta manera su segundo título.

## Formato
El torneo se desarrolló plenamente bajo un formato de eliminación directa donde cada equipo enfrentaba a su rival de turno a partido único o en partidos de ida y vuelta. Si una serie finalizó empatada en el global, se definió por penales.
En la primera etapa, los representantes de las 19 ligas regionales se enfrentaron al equipo de su misma liga en llaves a doble partido. Los ganadores avanzaron a la segunda etapa en la que se les sumaron siete equipos participantes del Torneo Federal B, el equipo participante de la Primera D y los representantes de la Copa Federación. En la tercera etapa, los equipos clasificados de la segunda etapa se les sumaron los equipos participantes del Torneo Federal A, los otros cuatro equipos participantes del Torneo Federal B y el equipo participante de la Primera C.
En la fase final, a los equipos clasificados de la tercera etapa se les sumaron los equipos participantes de la Primera División y el equipo participante de la Primera B Nacional. A partir de aquí, los 16 equipos clasificados disputaron una serie de eliminatorias (compuestas por octavos de final, cuartos de final, semifinales y final) hasta consagrar al campeón.
|                         |                         |                            | Equipos que entraron en esta fase                                                                | Equipos que provenían de la fase anterior      |
| ----------------------- | ----------------------- | -------------------------- | ------------------------------------------------------------------------------------------------ | ---------------------------------------------- |
| Fase inicial            | Fase inicial            | Primera etapa (38 equipos) | - 38 equipos de las ligas regionales.                                                            |                                                |
| Fase inicial            | Fase inicial            | Segunda etapa (30 equipos) | - 7 equipos del Torneo Federal B. - 1 equipo de la Primera D. - 3 equipos de la Copa Federación. | - 19 equipos clasificados de la primera etapa. |
| Fase inicial            | Fase inicial            | Tercera etapa (22 equipos) | - 2 equipos del Torneo Federal A. - 4 equipos del Torneo Federal B. - 1 equipo de la Primera C.  | - 15 equipos clasificados de la segunda etapa. |
| Fase final (16 equipos) | Fase final (16 equipos) | Fase final (16 equipos)    | - 4 equipos de la Primera División. - 1 equipo de la Primera B Nacional.                         | - 11 equipos clasificados de la tercera etapa. |

## Equipos participantes
| Liga                                                                           | Equipo | Ciudad | Departamento                                                                                 |                                 |                                 |                                 |
| Divisiones del fútbol argentino                                                | Divisiones del fútbol argentino | Divisiones del fútbol argentino                                                                                      | Divisiones del fútbol argentino                                                              | Divisiones del fútbol argentino | Divisiones del fútbol argentino | Divisiones del fútbol argentino |
| ------------------------------------------------------------------------------ | --- | --- | -------------------------------------------------------------------------------------------- | ------------------------------- | ------------------------------- | ------------------------------- |
| Primera División 1.ª categoría 4 equipos                                       | Newell's Old Boys Rosario Central Colón Unión                                                                                              | Rosario Santa Fe | Rosario La Capital                                                                           |                                 |                                 |                                 |
| Primera B Nacional 2.ª categoría 1 equipo                                      | Atlético de Rafaela | Rafaela | Castellanos                                                                                  |                                 |                                 |                                 |
| Torneo Federal A 3.ª categoría para clubes indirectamente afiliados 2 equipos  | Sportivo Las Parejas Unión | Las Parejas Sunchales                                                                                                | Castellanos Belgrano                                                                         |                                 |                                 |                                 |
| Primera C 4.ª categoría para clubes directamente afiliados 1 equipo            | Central Córdoba | Rosario | Rosario                                                                                      |                                 |                                 |                                 |
| Torneo Federal B 4.ª categoría para clubes indirectamente afiliados 11 equipos | Puerto San Martín Fútbol 9 de Julio Ben Hur ADIUR Tiro Federal Atlético San Jorge Cosmos Libertad Unión Sportivo Rivadavia Coronel Aguirre | Puerto General San Martín Rafaela Rosario San Jorge Santa Fe Sunchales Totoras Venado Tuerto Villa Gobernador Gálvez | San Lorenzo Castellanos Rosario San Martín La Capital Belgrano Iriondo General López Rosario |                                 |                                 |                                 |
| Primera D 5.ª categoría para clubes directamente afiliados 1 equipo            | Argentino | Rosario | Rosario                                                                                      |                                 |                                 |                                 |
| Ligas regionales de Santa Fe                                                   | | |                                                                                              |                                 |                                 |                                 |
| Asociación Rosarina de Fútbol 2 equipos                                        | Morning Star Pablo VI | Rosario | Rosario                                                                                      |                                 |                                 |                                 |
| Liga Cañadense de Fútbol 2 equipos                                             | Defensores de Armstrong ADEO | Armstrong Cañada de Gómez                                                                                            | Belgrano Iriondo                                                                             |                                 |                                 |                                 |
| Liga Casildense de Fútbol 2 equipos                                            | 9 de Julio Belgrano | Arequito | Caseros                                                                                      |                                 |                                 |                                 |
| Liga de Fútbol Regional del Sud 2 equipos                                      | Unión Porvenir Talleres | Arroyo Seco Villa Constitución                                                                                       | Rosario Constitución                                                                         |                                 |                                 |                                 |
| Liga Departamental de Fútbol San Martín 2 equipos                              | Atlético Piamonte Atlético Sastre | Piamonte Sastre y Ortiz                                                                                              | San Martín                                                                                   |                                 |                                 |                                 |
| Liga Deportiva del Sur 2 equipos                                               | Argentino Firmat FBC | Firmat | General López                                                                                |                                 |                                 |                                 |
| Liga Esperancina de Fútbol 2 equipos                                           | Juventud Unión | Esperanza | Las Colonias                                                                                 |                                 |                                 |                                 |
| Liga Galvense de Fútbol 2 equipos                                              | Unión Irigoyense | Bernardo de Irigoyen Pueblo Irigoyen                                                                                 | San Jerónimo                                                                                 |                                 |                                 |                                 |
| Liga Interprovincial de Fútbol 2 equipos                                       | Club Arteaga Federación | Arteaga Los Quirquinchos                                                                                             | Caseros                                                                                      |                                 |                                 |                                 |
| Liga Ocampense de Fútbol 2 equipos                                             | Ex Alumnos Huracán | San Antonio de Obligado Villa Ocampo                                                                                 | General Obligado                                                                             |                                 |                                 |                                 |
| Liga Rafaelina de Fútbol 2 equipos                                             | Ferrocarril del Estado Peñarol | Rafaela | Castellanos                                                                                  |                                 |                                 |                                 |
| Liga Reconquistense de Fútbol 2 equipos                                        | Tigre Matienzo | Avellaneda Romang | General Obligado San Javier                                                                  |                                 |                                 |                                 |
| Liga Regional Ceresina de Fútbol 2 equipos                                     | Atlético Tostado San Lorenzo | Tostado | Nueve de Julio                                                                               |                                 |                                 |                                 |
| Liga Regional Paivense de Fútbol 2 equipos                                     | Central Helvecia El Pirata | Helvecia Los Zapallos                                                                                                | Garay                                                                                        |                                 |                                 |                                 |
| Liga Regional Sanlorencina de Fútbol 2 equipos                                 | Beltrán FC Timbuense | Fray Luis Beltrán Timbúes                                                                                            | San Lorenzo                                                                                  |                                 |                                 |                                 |
| Liga Regional Totorense de Fútbol 2 equipos                                    | Sportivo Rivadavia Totoras Juniors | San Genaro Totoras                                                                                                   | San Jerónimo Iriondo                                                                         |                                 |                                 |                                 |
| Liga Santafesina de Fútbol 2 equipos                                           | Sanjustino Náutico El Quillá | San Justo Santa Fe                                                                                                   | San Justo La Capital                                                                         |                                 |                                 |                                 |
| Liga Venadense de Fútbol 2 equipos                                             | General Belgrano Jorge Newbery | Santa Isabel Venado Tuerto                                                                                           | General López                                                                                |                                 |                                 |                                 |
| Liga Verense de Fútbol 2 equipos                                               | Unión Huracán | Gobernador Crespo Vera                                                                                               | Vera                                                                                         |                                 |                                 |                                 |
| Copa Federación                                                                | | |                                                                                              |                                 |                                 |                                 |
| Copa Federación 2018 Competencia provincial 3 equipos                          | Unión Defensores del Oeste Ocampo Fábrica                                                                                                  | Álvarez Esperanza Villa Ocampo                                                                                       | Rosario Las Colonias General Obligado                                                        |                                 |                                 |                                 |

## Fase inicial

### Cuadros de desarrollo

#### Llave A
|  | Primera etapa           | Primera etapa           | Primera etapa           | Primera etapa           |   |                    | Segunda etapa            | Segunda etapa            | Segunda etapa            | Segunda etapa            |  |                | Tercera etapa    | Tercera etapa    | Tercera etapa    | Tercera etapa    |  |
|  | 6 de mayo al 20 de mayo | 6 de mayo al 20 de mayo | 6 de mayo al 20 de mayo | 6 de mayo al 20 de mayo |   |                    | 27 de mayo al 3 de junio | 27 de mayo al 3 de junio | 27 de mayo al 3 de junio | 27 de mayo al 3 de junio |  |                | 17 y 24 de junio | 17 y 24 de junio | 17 y 24 de junio | 17 y 24 de junio |  |
|  |                         |                         |                         |                         |   |                    |                          |                          |                          |                          |  |                |                  |                  |                  |                  |  |
|  |                         |                         |                         |                         |   |                    |                          |                          |                          |                          |  |                |                  |                  |                  |                  |  |
|  | Huracán (Vera)          | 5                       | 2                       | 7                       |   |                    |                          |                          |                          |                          |  |                |                  |                  |                  |                  |  |
|  | Huracán (Vera)          | 5                       | 2                       | 7                       |   |                    |                          |                          |                          |                          |  |                |                  |                  |                  |                  |  |
|  | Unión (GC)              | 3                       | 0                       | 3                       |   |                    |                          |                          |                          |                          |  |                |                  |                  |                  |                  |  |
|  | Unión (GC)              | 3                       | 0                       | 3                       |   | Tigre (Avellaneda) | 1                        | 0                        | 1                        |                          |  |                |                  |                  |                  |                  |  |
|  |                         |                         |                         |                         |   | Tigre (Avellaneda) | 1                        | 0                        | 1                        |                          |  |                |                  |                  |                  |                  |  |
|  |                         |                         | Huracán (Vera)          | 2                       | 0 | 2                  |                          |                          |                          |                          |  |                |                  |                  |                  |                  |  |
|  | Matienzo (Romang)       | 0                       | Huracán (Vera)          | 2                       | 0 | 2                  | 0                        | 0                        |                          |                          |  |                |                  |                  |                  |                  |  |
|  | Matienzo (Romang)       | 0                       |                         |                         |   |                    |                          |                          |                          |                          |  |                |                  |                  |                  |                  |  |
|  | Tigre (Avellaneda)      | 2                       | 1                       | 3                       |   |                    |                          |                          |                          |                          |  |                |                  |                  |                  |                  |  |
|  | Tigre (Avellaneda)      | 2                       | 1                       | 3                       |   |                    |                          |                          |                          |                          |  | Huracán (Vera) | 2                | 2                | 4                |                  |  |
|  |                         |                         |                         |                         |   |                    |                          |                          |                          |                          |  | Huracán (Vera) | 2                | 2                | 4                |                  |  |
|  |                         |                         | Ex Alumnos (SAO)        | 3                       | 4 | 7                  |                          |                          |                          |                          |  |                |                  |                  |                  |                  |  |
|  |                         |                         | Ex Alumnos (SAO)        | 3                       | 4 | 7                  |                          |                          |                          |                          |  |                |                  |                  |                  |                  |  |
|  |                         |                         |                         |                         |   |                    |                          |                          |                          |                          |  |                |                  |                  |                  |                  |  |
|  |                         |                         |                         |                         |   |                    |                          |                          |                          |                          |  |                |                  |                  |                  |                  |  |
|  |                         | Ocampo Fábrica          | 1                       | 0                       | 1 |                    |                          |                          |                          |                          |  |                |                  |                  |                  |                  |  |
|  |                         |                         |                         |                         | 1 |                    |                          |                          |                          |                          |  |                |                  |                  |                  |                  |  |
|  |                         |                         | Ex Alumnos (SAO)        | 2                       | 1 | 3                  |                          |                          |                          |                          |  |                |                  |                  |                  |                  |  |
|  | Huracán (VO)            | 1                       | Ex Alumnos (SAO)        | 2                       | 1 | 3                  | 0                        | 1                        |                          |                          |  |                |                  |                  |                  |                  |  |
|  | Huracán (VO)            | 1                       |                         |                         |   |                    |                          |                          |                          |                          |  |                |                  |                  |                  |                  |  |
|  | Ex Alumnos (SAO)        | 1                       | 1                       | 2                       |   |                    |                          |                          |                          |                          |  |                |                  |                  |                  |                  |  |
|  | Ex Alumnos (SAO)        | 1                       | 1                       | 2                       |   |                    |                          |                          |                          |                          |  |                |                  |                  |                  |                  |  |
|  |                         |                         |                         |                         |   |                    |                          |                          |                          |                          |  |                |                  |                  |                  |                  |  |

#### Llave B
|  | Primera etapa            | Primera etapa            | Primera etapa            | Primera etapa            |   |            | Segunda etapa            | Segunda etapa            | Segunda etapa            | Segunda etapa            |   |  | Tercera etapa    | Tercera etapa    | Tercera etapa    | Tercera etapa    |  |
|  | 13 de mayo al 20 de mayo | 13 de mayo al 20 de mayo | 13 de mayo al 20 de mayo | 13 de mayo al 20 de mayo |   |            | 27 de mayo al 6 de junio | 27 de mayo al 6 de junio | 27 de mayo al 6 de junio | 27 de mayo al 6 de junio |   |  | 17 y 24 de junio | 17 y 24 de junio | 17 y 24 de junio | 17 y 24 de junio |  |
|  |                          |                          |                          |                          |   |            |                          |                          |                          |                          |   |  |                  |                  |                  |                  |  |
|  |                          |                          |                          |                          |   |            |                          |                          |                          |                          |   |  |                  |                  |                  |                  |  |
|  |                          |                          |                          |                          |   |            |                          |                          |                          |                          |   |  |                  |                  |                  |                  |  |
|  |                          |                          |                          |                          |   |            |                          |                          |                          |                          |   |  |                  |                  |                  |                  |  |
|  |                          |                          |                          |                          |   |            |                          |                          |                          |                          |   |  |                  |                  |                  |                  |  |
|  |                          | Argentino (Rosario)      | 0                        | 2                        | 2 |            |                          |                          |                          |                          |   |  |                  |                  |                  |                  |  |
|  |                          |                          |                          |                          | 2 |            |                          |                          |                          |                          |   |  |                  |                  |                  |                  |  |
|  |                          |                          | Coronel Aguirre          | 2                        | 1 | 3          |                          |                          |                          |                          |   |  |                  |                  |                  |                  |  |
|  |                          |                          | Coronel Aguirre          | 2                        | 1 | 3          |                          |                          |                          |                          |   |  |                  |                  |                  |                  |  |
|  |                          |                          |                          |                          |   |            |                          |                          |                          |                          |   |  |                  |                  |                  |                  |  |
|  |                          |                          |                          |                          |   |            |                          |                          |                          |                          |   |  |                  |                  |                  |                  |  |
|  |                          |                          |                          |                          |   |            |                          | Coronel Aguirre          | 0                        | 0                        | 0 |  |                  |                  |                  |                  |  |
|  |                          |                          |                          |                          |   |            |                          |                          |                          |                          | 0 |  |                  |                  |                  |                  |  |
|  |                          |                          | Federación (LQ)          | 4                        | 3 | 7          |                          |                          |                          |                          |   |  |                  |                  |                  |                  |  |
|  | Argentino (Firmat)       | 0                        | Federación (LQ)          | 4                        | 3 | 7          | 2                        | 2                        |                          |                          |   |  |                  |                  |                  |                  |  |
|  | Argentino (Firmat)       | 0                        |                          |                          |   |            |                          |                          |                          |                          |   |  |                  |                  |                  |                  |  |
|  | Firmat FBC               | 3                        | 1                        | 4                        |   |            |                          |                          |                          |                          |   |  |                  |                  |                  |                  |  |
|  | Firmat FBC               | 3                        | 1                        | 4                        |   | Firmat FBC | 0                        | 0                        | 0                        |                          |   |  |                  |                  |                  |                  |  |
|  |                          |                          |                          |                          |   | Firmat FBC | 0                        | 0                        | 0                        |                          |   |  |                  |                  |                  |                  |  |
|  |                          |                          | Federación (LQ)          | 2                        | 1 | 3          |                          |                          |                          |                          |   |  |                  |                  |                  |                  |  |
|  | Federación (LQ)          | 1                        | Federación (LQ)          | 2                        | 1 | 3          | 3                        | 4                        |                          |                          |   |  |                  |                  |                  |                  |  |
|  | Federación (LQ)          | 1                        |                          |                          |   |            |                          |                          |                          |                          |   |  |                  |                  |                  |                  |  |
|  | Club Arteaga             | 0                        | 0                        | 0                        |   |            |                          |                          |                          |                          |   |  |                  |                  |                  |                  |  |
|  | Club Arteaga             | 0                        | 0                        | 0                        |   |            |                          |                          |                          |                          |   |  |                  |                  |                  |                  |  |
|  |                          |                          |                          |                          |   |            |                          |                          |                          |                          |   |  |                  |                  |                  |                  |  |

#### Llave C
|  | Primera etapa            | Primera etapa            | Primera etapa            | Primera etapa            |   |                     | Segunda etapa           | Segunda etapa           | Segunda etapa           | Segunda etapa           |   |  | Tercera etapa    | Tercera etapa    | Tercera etapa    | Tercera etapa    |  |
|  | 13 de mayo al 20 de mayo | 13 de mayo al 20 de mayo | 13 de mayo al 20 de mayo | 13 de mayo al 20 de mayo |   |                     | 27 de mayo y 3 de junio | 27 de mayo y 3 de junio | 27 de mayo y 3 de junio | 27 de mayo y 3 de junio |   |  | 17 y 24 de junio | 17 y 24 de junio | 17 y 24 de junio | 17 y 24 de junio |  |
|  |                          |                          |                          |                          |   |                     |                         |                         |                         |                         |   |  |                  |                  |                  |                  |  |
|  |                          |                          |                          |                          |   |                     |                         |                         |                         |                         |   |  |                  |                  |                  |                  |  |
|  |                          |                          |                          |                          |   |                     |                         |                         |                         |                         |   |  |                  |                  |                  |                  |  |
|  |                          |                          |                          |                          |   |                     |                         |                         |                         |                         |   |  |                  |                  |                  |                  |  |
|  |                          |                          |                          |                          |   |                     |                         |                         |                         |                         |   |  |                  |                  |                  |                  |  |
|  |                          |                          |                          |                          |   |                     |                         |                         |                         |                         |   |  |                  |                  |                  |                  |  |
|  |                          |                          |                          |                          |   |                     |                         |                         |                         |                         |   |  |                  |                  |                  |                  |  |
|  |                          |                          |                          |                          |   |                     |                         |                         |                         |                         |   |  |                  |                  |                  |                  |  |
|  |                          |                          |                          |                          |   |                     |                         |                         |                         |                         |   |  |                  |                  |                  |                  |  |
|  |                          |                          |                          |                          |   |                     |                         |                         |                         |                         |   |  |                  |                  |                  |                  |  |
|  |                          |                          |                          |                          |   |                     |                         |                         |                         |                         |   |  |                  |                  |                  |                  |  |
|  |                          |                          |                          |                          |   |                     |                         | Sportivo Las Parejas    | 1                       | 5                       | 6 |  |                  |                  |                  |                  |  |
|  |                          |                          |                          |                          |   |                     |                         |                         |                         |                         | 6 |  |                  |                  |                  |                  |  |
|  |                          |                          | Belgrano (Arequito)      | 0                        | 0 | 0                   |                         |                         |                         |                         |   |  |                  |                  |                  |                  |  |
|  | ADEO                     | 1                        | Belgrano (Arequito)      | 0                        | 0 | 0                   | 2                       | 3                       |                         |                         |   |  |                  |                  |                  |                  |  |
|  | ADEO                     | 1                        |                          |                          |   |                     |                         |                         |                         |                         |   |  |                  |                  |                  |                  |  |
|  | Defensores de Armstrong  | 1                        | 1                        | 2                        |   |                     |                         |                         |                         |                         |   |  |                  |                  |                  |                  |  |
|  | Defensores de Armstrong  | 1                        | 1                        | 2                        |   | Belgrano (Arequito) | 3                       | 2                       | 5                       |                         |   |  |                  |                  |                  |                  |  |
|  |                          |                          |                          |                          |   | Belgrano (Arequito) | 3                       | 2                       | 5                       |                         |   |  |                  |                  |                  |                  |  |
|  |                          |                          | ADEO                     | 0                        | 1 | 1                   |                         |                         |                         |                         |   |  |                  |                  |                  |                  |  |
|  | Belgrano (Arequito)      | 3                        | ADEO                     | 0                        | 1 | 1                   | 2                       | 5                       |                         |                         |   |  |                  |                  |                  |                  |  |
|  | Belgrano (Arequito)      | 3                        |                          |                          |   |                     |                         |                         |                         |                         |   |  |                  |                  |                  |                  |  |
|  | 9 de Julio (A)           | 0                        | 2                        | 2                        |   |                     |                         |                         |                         |                         |   |  |                  |                  |                  |                  |  |
|  | 9 de Julio (A)           | 0                        | 2                        | 2                        |   |                     |                         |                         |                         |                         |   |  |                  |                  |                  |                  |  |
|  |                          |                          |                          |                          |   |                     |                         |                         |                         |                         |   |  |                  |                  |                  |                  |  |

#### Llave D
|  | Primera etapa           | Primera etapa           | Primera etapa           | Primera etapa           |   |            | Segunda etapa           | Segunda etapa           | Segunda etapa           | Segunda etapa           |   |  | Tercera etapa    | Tercera etapa    | Tercera etapa    | Tercera etapa    |  |
|  | 6 de mayo al 13 de mayo | 6 de mayo al 13 de mayo | 6 de mayo al 13 de mayo | 6 de mayo al 13 de mayo |   |            | 28 de mayo y 3 de junio | 28 de mayo y 3 de junio | 28 de mayo y 3 de junio | 28 de mayo y 3 de junio |   |  | 17 y 24 de junio | 17 y 24 de junio | 17 y 24 de junio | 17 y 24 de junio |  |
|  |                         |                         |                         |                         |   |            |                         |                         |                         |                         |   |  |                  |                  |                  |                  |  |
|  |                         |                         |                         |                         |   |            |                         |                         |                         |                         |   |  |                  |                  |                  |                  |  |
|  |                         |                         |                         |                         |   |            |                         |                         |                         |                         |   |  |                  |                  |                  |                  |  |
|  |                         |                         |                         |                         |   |            |                         |                         |                         |                         |   |  |                  |                  |                  |                  |  |
|  |                         |                         |                         |                         |   |            |                         |                         |                         |                         |   |  |                  |                  |                  |                  |  |
|  |                         |                         |                         |                         |   |            |                         |                         |                         |                         |   |  |                  |                  |                  |                  |  |
|  |                         |                         |                         |                         |   |            |                         |                         |                         |                         |   |  |                  |                  |                  |                  |  |
|  |                         |                         |                         |                         |   |            |                         |                         |                         |                         |   |  |                  |                  |                  |                  |  |
|  |                         |                         |                         |                         |   |            |                         |                         |                         |                         |   |  |                  |                  |                  |                  |  |
|  |                         |                         |                         |                         |   |            |                         |                         |                         |                         |   |  |                  |                  |                  |                  |  |
|  |                         |                         |                         |                         |   |            |                         |                         |                         |                         |   |  |                  |                  |                  |                  |  |
|  |                         |                         |                         |                         |   |            |                         | PSM Fútbol              | 1                       | 1                       | 2 |  |                  |                  |                  |                  |  |
|  |                         |                         |                         |                         |   |            |                         |                         |                         |                         | 2 |  |                  |                  |                  |                  |  |
|  |                         |                         | Irigoyense              | 0                       | 1 | 1          |                         |                         |                         |                         |   |  |                  |                  |                  |                  |  |
|  | Central Helvecia        | 0                       | Irigoyense              | 0                       | 1 | 1          | 1                       | 1                       |                         |                         |   |  |                  |                  |                  |                  |  |
|  | Central Helvecia        | 0                       |                         |                         |   |            |                         |                         |                         |                         |   |  |                  |                  |                  |                  |  |
|  | El Pirata (LZ)          | 2                       | 0                       | 2                       |   |            |                         |                         |                         |                         |   |  |                  |                  |                  |                  |  |
|  | El Pirata (LZ)          | 2                       | 0                       | 2                       |   | Irigoyense | 1                       | 3                       | 4                       |                         |   |  |                  |                  |                  |                  |  |
|  |                         |                         |                         |                         |   | Irigoyense | 1                       | 3                       | 4                       |                         |   |  |                  |                  |                  |                  |  |
|  |                         |                         | El Pirata (LZ)          | 1                       | 0 | 1          |                         |                         |                         |                         |   |  |                  |                  |                  |                  |  |
|  | Unión (BdI)             | 2                       | El Pirata (LZ)          | 1                       | 0 | 1          | 2                       | 4 (4)                   |                         |                         |   |  |                  |                  |                  |                  |  |
|  | Unión (BdI)             | 2                       |                         |                         |   |            |                         |                         |                         |                         |   |  |                  |                  |                  |                  |  |
|  | Irigoyense (p.)         | 1                       | 3                       | 4 (5)                   |   |            |                         |                         |                         |                         |   |  |                  |                  |                  |                  |  |
|  | Irigoyense (p.)         | 1                       | 3                       | 4 (5)                   |   |            |                         |                         |                         |                         |   |  |                  |                  |                  |                  |  |
|  |                         |                         |                         |                         |   |            |                         |                         |                         |                         |   |  |                  |                  |                  |                  |  |

#### Llave E
|  | Segunda etapa            | Segunda etapa            | Segunda etapa            | Segunda etapa            |   |   | Tercera etapa    | Tercera etapa    | Tercera etapa    | Tercera etapa    |  |
|  | 27 de mayo al 3 de junio | 27 de mayo al 3 de junio | 27 de mayo al 3 de junio | 27 de mayo al 3 de junio |   |   | 17 y 24 de junio | 17 y 24 de junio | 17 y 24 de junio | 17 y 24 de junio |  |
|  |                          |                          |                          |                          |   |   |                  |                  |                  |                  |  |
|  |                          |                          |                          |                          |   |   |                  |                  |                  |                  |  |
|  |                          |                          |                          |                          |   |   |                  |                  |                  |                  |  |
|  |                          |                          |                          |                          |   |   |                  |                  |                  |                  |  |
|  |                          |                          |                          |                          |   |   |                  |                  |                  |                  |  |
|  |                          | Atlético San Jorge       | 4                        | 3                        | 7 |   |                  |                  |                  |                  |  |
|  |                          |                          |                          |                          | 7 |   |                  |                  |                  |                  |  |
|  |                          |                          | Unión (Álvarez)          | 1                        | 1 | 2 |                  |                  |                  |                  |  |
|  | ADIUR                    | 1                        | Unión (Álvarez)          | 1                        | 1 | 2 | 0                | 1                |                  |                  |  |
|  | ADIUR                    | 1                        |                          |                          |   |   | 0                | 1                |                  |                  |  |
|  | Unión (Álvarez)          | 1                        | 1                        | 2                        |   |   |                  |                  |                  |                  |  |
|  | Unión (Álvarez)          | 1                        | 1                        | 2                        |   |   |                  |                  |                  |                  |  |
|  |                          |                          |                          |                          |   |   |                  |                  |                  |                  |  |

#### Llave F
|  | Primera etapa         | Primera etapa           | Primera etapa           | Primera etapa   |   |       | Segunda etapa           | Segunda etapa           | Segunda etapa           | Segunda etapa           |       |  | Tercera etapa    | Tercera etapa    | Tercera etapa    | Tercera etapa    |  |
|  | 13 y 20 de mayo       | 13 y 20 de mayo         | 13 y 20 de mayo         | 13 y 20 de mayo |   |       | 27 de mayo y 2 de junio | 27 de mayo y 2 de junio | 27 de mayo y 2 de junio | 27 de mayo y 2 de junio |       |  | 17 y 24 de junio | 17 y 24 de junio | 17 y 24 de junio | 17 y 24 de junio |  |
|  |                       |                         |                         |                 |   |       |                         |                         |                         |                         |       |  |                  |                  |                  |                  |  |
|  |                       |                         |                         |                 |   |       |                         |                         |                         |                         |       |  |                  |                  |                  |                  |  |
|  |                       |                         |                         |                 |   |       |                         |                         |                         |                         |       |  |                  |                  |                  |                  |  |
|  |                       |                         |                         |                 |   |       |                         |                         |                         |                         |       |  |                  |                  |                  |                  |  |
|  |                       |                         |                         |                 |   |       |                         |                         |                         |                         |       |  |                  |                  |                  |                  |  |
|  |                       |                         |                         |                 |   |       |                         |                         |                         |                         |       |  |                  |                  |                  |                  |  |
|  |                       |                         |                         |                 |   |       |                         |                         |                         |                         |       |  |                  |                  |                  |                  |  |
|  |                       |                         |                         |                 |   |       |                         |                         |                         |                         |       |  |                  |                  |                  |                  |  |
|  |                       |                         |                         |                 |   |       |                         |                         |                         |                         |       |  |                  |                  |                  |                  |  |
|  |                       |                         |                         |                 |   |       |                         |                         |                         |                         |       |  |                  |                  |                  |                  |  |
|  |                       |                         |                         |                 |   |       |                         |                         |                         |                         |       |  |                  |                  |                  |                  |  |
|  |                       |                         |                         |                 |   |       |                         | Tiro Federal (R)        | 0                       | 4                       | 4 (3) |  |                  |                  |                  |                  |  |
|  |                       |                         |                         |                 |   |       |                         |                         |                         |                         | 4 (3) |  |                  |                  |                  |                  |  |
|  |                       |                         | Jorge Newbery (VT) (p.) | 1               | 3 | 4 (5) |                         |                         |                         |                         |       |  |                  |                  |                  |                  |  |
|  |                       |                         | Jorge Newbery (VT) (p.) | 1               | 3 | 4 (5) |                         |                         |                         |                         |       |  |                  |                  |                  |                  |  |
|  |                       |                         |                         |                 |   |       |                         |                         |                         |                         |       |  |                  |                  |                  |                  |  |
|  |                       |                         |                         |                 |   |       |                         |                         |                         |                         |       |  |                  |                  |                  |                  |  |
|  |                       | Sportivo Rivadavia (VT) | 3                       | 0               | 3 |       |                         |                         |                         |                         |       |  |                  |                  |                  |                  |  |
|  |                       |                         |                         |                 | 3 |       |                         |                         |                         |                         |       |  |                  |                  |                  |                  |  |
|  |                       |                         | Jorge Newbery (VT)      | 3               | 1 | 4     |                         |                         |                         |                         |       |  |                  |                  |                  |                  |  |
|  | General Belgrano (SI) | 0                       | Jorge Newbery (VT)      | 3               | 1 | 4     | 1                       | 1                       |                         |                         |       |  |                  |                  |                  |                  |  |
|  | General Belgrano (SI) | 0                       |                         |                 |   |       |                         |                         |                         |                         |       |  |                  |                  |                  |                  |  |
|  | Jorge Newbery (VT)    | 1                       | 1                       | 2               |   |       |                         |                         |                         |                         |       |  |                  |                  |                  |                  |  |
|  | Jorge Newbery (VT)    | 1                       | 1                       | 2               |   |       |                         |                         |                         |                         |       |  |                  |                  |                  |                  |  |
|  |                       |                         |                         |                 |   |       |                         |                         |                         |                         |       |  |                  |                  |                  |                  |  |

#### Llave G
|  | Primera etapa           | Primera etapa           | Primera etapa           | Primera etapa           |       |       | Segunda etapa            | Segunda etapa            | Segunda etapa            | Segunda etapa            |  |                | Tercera etapa    | Tercera etapa    | Tercera etapa    | Tercera etapa    |  |
|  | 6 de mayo al 20 de mayo | 6 de mayo al 20 de mayo | 6 de mayo al 20 de mayo | 6 de mayo al 20 de mayo |       |       | 27 de mayo al 3 de junio | 27 de mayo al 3 de junio | 27 de mayo al 3 de junio | 27 de mayo al 3 de junio |  |                | 17 y 24 de junio | 17 y 24 de junio | 17 y 24 de junio | 17 y 24 de junio |  |
|  |                         |                         |                         |                         |       |       |                          |                          |                          |                          |  |                |                  |                  |                  |                  |  |
|  |                         |                         |                         |                         |       |       |                          |                          |                          |                          |  |                |                  |                  |                  |                  |  |
|  |                         |                         |                         |                         |       |       |                          |                          |                          |                          |  |                |                  |                  |                  |                  |  |
|  |                         |                         |                         |                         |       |       |                          |                          |                          |                          |  |                |                  |                  |                  |                  |  |
|  |                         |                         |                         |                         |       |       |                          |                          |                          |                          |  |                |                  |                  |                  |                  |  |
|  |                         | 9 de Julio (R) (p.)     | 1                       | 0                       | 1 (4) |       |                          |                          |                          |                          |  |                |                  |                  |                  |                  |  |
|  |                         |                         |                         |                         | 1 (4) |       |                          |                          |                          |                          |  |                |                  |                  |                  |                  |  |
|  |                         |                         | Ferrocarril del Estado  | 0                       | 1     | 1 (3) |                          |                          |                          |                          |  |                |                  |                  |                  |                  |  |
|  | Peñarol (Rafaela)       | 2                       | Ferrocarril del Estado  | 0                       | 1     | 1 (3) | 1                        | 3                        |                          |                          |  |                |                  |                  |                  |                  |  |
|  | Peñarol (Rafaela)       | 2                       |                         |                         |       |       |                          |                          |                          |                          |  |                |                  |                  |                  |                  |  |
|  | Ferrocarril del Estado  | 1                       | 1                       | 2                       |       |       |                          |                          |                          |                          |  |                |                  |                  |                  |                  |  |
|  | Ferrocarril del Estado  | 1                       | 1                       | 2                       |       |       |                          |                          |                          |                          |  | 9 de Julio (R) | 2                | 0                | 2 (1)            |                  |  |
|  |                         |                         |                         |                         |       |       |                          |                          |                          |                          |  | 9 de Julio (R) | 2                | 0                | 2 (1)            |                  |  |
|  |                         |                         | Atlético Sastre (p.)    | 0                       | 2     | 2 (3) |                          |                          |                          |                          |  |                |                  |                  |                  |                  |  |
|  |                         |                         | Atlético Sastre (p.)    | 0                       | 2     | 2 (3) |                          |                          |                          |                          |  |                |                  |                  |                  |                  |  |
|  |                         |                         |                         |                         |       |       |                          |                          |                          |                          |  |                |                  |                  |                  |                  |  |
|  |                         |                         |                         |                         |       |       |                          |                          |                          |                          |  |                |                  |                  |                  |                  |  |
|  |                         | Ben Hur                 | 1                       | 0                       | 1     |       |                          |                          |                          |                          |  |                |                  |                  |                  |                  |  |
|  |                         |                         |                         |                         | 1     |       |                          |                          |                          |                          |  |                |                  |                  |                  |                  |  |
|  |                         |                         | Atlético Sastre         | 2                       | 3     | 5     |                          |                          |                          |                          |  |                |                  |                  |                  |                  |  |
|  | Atlético Sastre         | 0                       | Atlético Sastre         | 2                       | 3     | 5     | 4                        | 4                        |                          |                          |  |                |                  |                  |                  |                  |  |
|  | Atlético Sastre         | 0                       |                         |                         |       |       |                          |                          |                          |                          |  |                |                  |                  |                  |                  |  |
|  | Atlético Piamonte       | 0                       | 0                       | 0                       |       |       |                          |                          |                          |                          |  |                |                  |                  |                  |                  |  |
|  | Atlético Piamonte       | 0                       | 0                       | 0                       |       |       |                          |                          |                          |                          |  |                |                  |                  |                  |                  |  |
|  |                         |                         |                         |                         |       |       |                          |                          |                          |                          |  |                |                  |                  |                  |                  |  |

#### Llave H
|  | Primera etapa    | Primera etapa        | Primera etapa   | Primera etapa   |   |   | Segunda etapa           | Segunda etapa           | Segunda etapa           | Segunda etapa           |   |  | Tercera etapa    | Tercera etapa    | Tercera etapa    | Tercera etapa    |  |
|  | 13 y 20 de mayo  | 13 y 20 de mayo      | 13 y 20 de mayo | 13 y 20 de mayo |   |   | 27 de mayo y 2 de junio | 27 de mayo y 2 de junio | 27 de mayo y 2 de junio | 27 de mayo y 2 de junio |   |  | 17 y 24 de junio | 17 y 24 de junio | 17 y 24 de junio | 17 y 24 de junio |  |
|  |                  |                      |                 |                 |   |   |                         |                         |                         |                         |   |  |                  |                  |                  |                  |  |
|  |                  |                      |                 |                 |   |   |                         |                         |                         |                         |   |  |                  |                  |                  |                  |  |
|  |                  |                      |                 |                 |   |   |                         |                         |                         |                         |   |  |                  |                  |                  |                  |  |
|  |                  |                      |                 |                 |   |   |                         |                         |                         |                         |   |  |                  |                  |                  |                  |  |
|  |                  |                      |                 |                 |   |   |                         |                         |                         |                         |   |  |                  |                  |                  |                  |  |
|  |                  |                      |                 |                 |   |   |                         |                         |                         |                         |   |  |                  |                  |                  |                  |  |
|  |                  |                      |                 |                 |   |   |                         |                         |                         |                         |   |  |                  |                  |                  |                  |  |
|  |                  |                      |                 |                 |   |   |                         |                         |                         |                         |   |  |                  |                  |                  |                  |  |
|  |                  |                      |                 |                 |   |   |                         |                         |                         |                         |   |  |                  |                  |                  |                  |  |
|  |                  |                      |                 |                 |   |   |                         |                         |                         |                         |   |  |                  |                  |                  |                  |  |
|  |                  |                      |                 |                 |   |   |                         |                         |                         |                         |   |  |                  |                  |                  |                  |  |
|  |                  |                      |                 |                 |   |   |                         | Unión (Sunchales)       | 1                       | 2                       | 3 |  |                  |                  |                  |                  |  |
|  |                  |                      |                 |                 |   |   |                         |                         |                         |                         | 3 |  |                  |                  |                  |                  |  |
|  |                  |                      | San Lorenzo (T) | 1               | 0 | 1 |                         |                         |                         |                         |   |  |                  |                  |                  |                  |  |
|  |                  |                      | San Lorenzo (T) | 1               | 0 | 1 |                         |                         |                         |                         |   |  |                  |                  |                  |                  |  |
|  |                  |                      |                 |                 |   |   |                         |                         |                         |                         |   |  |                  |                  |                  |                  |  |
|  |                  |                      |                 |                 |   |   |                         |                         |                         |                         |   |  |                  |                  |                  |                  |  |
|  |                  | Libertad (Sunchales) | 0               | 1               | 1 |   |                         |                         |                         |                         |   |  |                  |                  |                  |                  |  |
|  |                  |                      |                 |                 | 1 |   |                         |                         |                         |                         |   |  |                  |                  |                  |                  |  |
|  |                  |                      | San Lorenzo (T) | 1               | 2 | 3 |                         |                         |                         |                         |   |  |                  |                  |                  |                  |  |
|  | Atlético Tostado | 0                    | San Lorenzo (T) | 1               | 2 | 3 | 1                       | 1                       |                         |                         |   |  |                  |                  |                  |                  |  |
|  | Atlético Tostado | 0                    |                 |                 |   |   |                         |                         |                         |                         |   |  |                  |                  |                  |                  |  |
|  | San Lorenzo (T)  | 1                    | 1               | 2               |   |   |                         |                         |                         |                         |   |  |                  |                  |                  |                  |  |
|  | San Lorenzo (T)  | 1                    | 1               | 2               |   |   |                         |                         |                         |                         |   |  |                  |                  |                  |                  |  |
|  |                  |                      |                 |                 |   |   |                         |                         |                         |                         |   |  |                  |                  |                  |                  |  |

#### Llave I
|  | Primera etapa            | Primera etapa            | Primera etapa            | Primera etapa            |   |            | Segunda etapa           | Segunda etapa           | Segunda etapa           | Segunda etapa           |   |  | Tercera etapa    | Tercera etapa    | Tercera etapa    | Tercera etapa    |  |
|  | 13 de mayo al 20 de mayo | 13 de mayo al 20 de mayo | 13 de mayo al 20 de mayo | 13 de mayo al 20 de mayo |   |            | 27 de mayo y 3 de junio | 27 de mayo y 3 de junio | 27 de mayo y 3 de junio | 27 de mayo y 3 de junio |   |  | 17 y 24 de junio | 17 y 24 de junio | 17 y 24 de junio | 17 y 24 de junio |  |
|  |                          |                          |                          |                          |   |            |                         |                         |                         |                         |   |  |                  |                  |                  |                  |  |
|  |                          |                          |                          |                          |   |            |                         |                         |                         |                         |   |  |                  |                  |                  |                  |  |
|  |                          |                          |                          |                          |   |            |                         |                         |                         |                         |   |  |                  |                  |                  |                  |  |
|  |                          |                          |                          |                          |   |            |                         |                         |                         |                         |   |  |                  |                  |                  |                  |  |
|  |                          |                          |                          |                          |   |            |                         |                         |                         |                         |   |  |                  |                  |                  |                  |  |
|  |                          |                          |                          |                          |   |            |                         |                         |                         |                         |   |  |                  |                  |                  |                  |  |
|  |                          |                          |                          |                          |   |            |                         |                         |                         |                         |   |  |                  |                  |                  |                  |  |
|  |                          |                          |                          |                          |   |            |                         |                         |                         |                         |   |  |                  |                  |                  |                  |  |
|  |                          |                          |                          |                          |   |            |                         |                         |                         |                         |   |  |                  |                  |                  |                  |  |
|  |                          |                          |                          |                          |   |            |                         |                         |                         |                         |   |  |                  |                  |                  |                  |  |
|  |                          |                          |                          |                          |   |            |                         |                         |                         |                         |   |  |                  |                  |                  |                  |  |
|  |                          |                          |                          |                          |   |            |                         | Unión (Totoras)         | 0                       | 0                       | 0 |  |                  |                  |                  |                  |  |
|  |                          |                          |                          |                          |   |            |                         |                         |                         |                         | 0 |  |                  |                  |                  |                  |  |
|  |                          |                          | Beltrán FC               | 1                        | 1 | 2          |                         |                         |                         |                         |   |  |                  |                  |                  |                  |  |
|  | Timbuense                | 0                        | Beltrán FC               | 1                        | 1 | 2          | 1                       | 1                       |                         |                         |   |  |                  |                  |                  |                  |  |
|  | Timbuense                | 0                        |                          |                          |   |            |                         |                         |                         |                         |   |  |                  |                  |                  |                  |  |
|  | Beltrán FC               | 4                        | 1                        | 5                        |   |            |                         |                         |                         |                         |   |  |                  |                  |                  |                  |  |
|  | Beltrán FC               | 4                        | 1                        | 5                        |   | Beltrán FC | 3                       | 3                       | 6                       |                         |   |  |                  |                  |                  |                  |  |
|  |                          |                          |                          |                          |   | Beltrán FC | 3                       | 3                       | 6                       |                         |   |  |                  |                  |                  |                  |  |
|  |                          |                          | Sportivo Rivadavia (SG)  | 3                        | 0 | 3          |                         |                         |                         |                         |   |  |                  |                  |                  |                  |  |
|  | Totoras Juniors          | 0                        | Sportivo Rivadavia (SG)  | 3                        | 0 | 3          | 1                       | 1                       |                         |                         |   |  |                  |                  |                  |                  |  |
|  | Totoras Juniors          | 0                        |                          |                          |   |            |                         |                         |                         |                         |   |  |                  |                  |                  |                  |  |
|  | Sportivo Rivadavia (SG)  | 2                        | 3                        | 5                        |   |            |                         |                         |                         |                         |   |  |                  |                  |                  |                  |  |
|  | Sportivo Rivadavia (SG)  | 2                        | 3                        | 5                        |   |            |                         |                         |                         |                         |   |  |                  |                  |                  |                  |  |
|  |                          |                          |                          |                          |   |            |                         |                         |                         |                         |   |  |                  |                  |                  |                  |  |

#### Llave J
|  | Primera etapa            | Primera etapa            | Primera etapa            | Primera etapa            |   |                   | Segunda etapa           | Segunda etapa           | Segunda etapa           | Segunda etapa           |   |  | Tercera etapa    | Tercera etapa    | Tercera etapa    | Tercera etapa    |  |
|  | 13 de mayo al 20 de mayo | 13 de mayo al 20 de mayo | 13 de mayo al 20 de mayo | 13 de mayo al 20 de mayo |   |                   | 27 de mayo y 3 de junio | 27 de mayo y 3 de junio | 27 de mayo y 3 de junio | 27 de mayo y 3 de junio |   |  | 17 y 24 de junio | 17 y 24 de junio | 17 y 24 de junio | 17 y 24 de junio |  |
|  |                          |                          |                          |                          |   |                   |                         |                         |                         |                         |   |  |                  |                  |                  |                  |  |
|  |                          |                          |                          |                          |   |                   |                         |                         |                         |                         |   |  |                  |                  |                  |                  |  |
|  |                          |                          |                          |                          |   |                   |                         |                         |                         |                         |   |  |                  |                  |                  |                  |  |
|  |                          |                          |                          |                          |   |                   |                         |                         |                         |                         |   |  |                  |                  |                  |                  |  |
|  |                          |                          |                          |                          |   |                   |                         |                         |                         |                         |   |  |                  |                  |                  |                  |  |
|  |                          |                          |                          |                          |   |                   |                         |                         |                         |                         |   |  |                  |                  |                  |                  |  |
|  |                          |                          |                          |                          |   |                   |                         |                         |                         |                         |   |  |                  |                  |                  |                  |  |
|  |                          |                          |                          |                          |   |                   |                         |                         |                         |                         |   |  |                  |                  |                  |                  |  |
|  |                          |                          |                          |                          |   |                   |                         |                         |                         |                         |   |  |                  |                  |                  |                  |  |
|  |                          |                          |                          |                          |   |                   |                         |                         |                         |                         |   |  |                  |                  |                  |                  |  |
|  |                          |                          |                          |                          |   |                   |                         |                         |                         |                         |   |  |                  |                  |                  |                  |  |
|  |                          |                          |                          |                          |   |                   |                         | Central Córdoba (R)     | 2                       | 3                       | 5 |  |                  |                  |                  |                  |  |
|  |                          |                          |                          |                          |   |                   |                         |                         |                         |                         | 5 |  |                  |                  |                  |                  |  |
|  |                          |                          | Pablo VI (R)             | 0                        | 1 | 1                 |                         |                         |                         |                         |   |  |                  |                  |                  |                  |  |
|  | Porvenir Talleres        | 1                        | Pablo VI (R)             | 0                        | 1 | 1                 | 2                       | 3                       |                         |                         |   |  |                  |                  |                  |                  |  |
|  | Porvenir Talleres        | 1                        |                          |                          |   |                   |                         |                         |                         |                         |   |  |                  |                  |                  |                  |  |
|  | Unión (Arroyo Seco)      | 0                        | 0                        | 0                        |   |                   |                         |                         |                         |                         |   |  |                  |                  |                  |                  |  |
|  | Unión (Arroyo Seco)      | 0                        | 0                        | 0                        |   | Pablo VI (R) (p.) | 1                       | 2                       | 3 (4)                   |                         |   |  |                  |                  |                  |                  |  |
|  |                          |                          |                          |                          |   | Pablo VI (R) (p.) | 1                       | 2                       | 3 (4)                   |                         |   |  |                  |                  |                  |                  |  |
|  |                          |                          | Porvenir Talleres        | 2                        | 1 | 3 (3)             |                         |                         |                         |                         |   |  |                  |                  |                  |                  |  |
|  | Pablo VI (R)             | 1                        | Porvenir Talleres        | 2                        | 1 | 3 (3)             | 2                       | 3                       |                         |                         |   |  |                  |                  |                  |                  |  |
|  | Pablo VI (R)             | 1                        |                          |                          |   |                   |                         |                         |                         |                         |   |  |                  |                  |                  |                  |  |
|  | Morning Star             | 0                        | 1                        | 0                        |   |                   |                         |                         |                         |                         |   |  |                  |                  |                  |                  |  |
|  | Morning Star             | 0                        | 1                        | 0                        |   |                   |                         |                         |                         |                         |   |  |                  |                  |                  |                  |  |
|  |                          |                          |                          |                          |   |                   |                         |                         |                         |                         |   |  |                  |                  |                  |                  |  |

#### Llave K
|  | Primera etapa            | Primera etapa             | Primera etapa            | Primera etapa            |       |       | Segunda etapa            | Segunda etapa            | Segunda etapa            | Segunda etapa            |  |                      | Tercera etapa    | Tercera etapa    | Tercera etapa    | Tercera etapa    |  |
|  | 12 de mayo al 20 de mayo | 12 de mayo al 20 de mayo  | 12 de mayo al 20 de mayo | 12 de mayo al 20 de mayo |       |       | 26 de mayo al 3 de junio | 26 de mayo al 3 de junio | 26 de mayo al 3 de junio | 26 de mayo al 3 de junio |  |                      | 17 y 24 de junio | 17 y 24 de junio | 17 y 24 de junio | 17 y 24 de junio |  |
|  |                          |                           |                          |                          |       |       |                          |                          |                          |                          |  |                      |                  |                  |                  |                  |  |
|  |                          |                           |                          |                          |       |       |                          |                          |                          |                          |  |                      |                  |                  |                  |                  |  |
|  |                          |                           |                          |                          |       |       |                          |                          |                          |                          |  |                      |                  |                  |                  |                  |  |
|  |                          |                           |                          |                          |       |       |                          |                          |                          |                          |  |                      |                  |                  |                  |                  |  |
|  |                          |                           |                          |                          |       |       |                          |                          |                          |                          |  |                      |                  |                  |                  |                  |  |
|  |                          | Defensores del Oeste (p.) | 1                        | 2                        | 3 (3) |       |                          |                          |                          |                          |  |                      |                  |                  |                  |                  |  |
|  |                          |                           |                          |                          | 3 (3) |       |                          |                          |                          |                          |  |                      |                  |                  |                  |                  |  |
|  |                          |                           | Unión (Esperanza)        | 1                        | 2     | 3 (1) |                          |                          |                          |                          |  |                      |                  |                  |                  |                  |  |
|  | Juventud (Esperanza)     | 0                         | Unión (Esperanza)        | 1                        | 2     | 3 (1) | 0                        | 0                        |                          |                          |  |                      |                  |                  |                  |                  |  |
|  | Juventud (Esperanza)     | 0                         |                          |                          |       |       |                          |                          |                          |                          |  |                      |                  |                  |                  |                  |  |
|  | Unión (Esperanza)        | 1                         | 4                        | 5                        |       |       |                          |                          |                          |                          |  |                      |                  |                  |                  |                  |  |
|  | Unión (Esperanza)        | 1                         | 4                        | 5                        |       |       |                          |                          |                          |                          |  | Defensores del Oeste | 1                | 2                | 3                |                  |  |
|  |                          |                           |                          |                          |       |       |                          |                          |                          |                          |  | Defensores del Oeste | 1                | 2                | 3                |                  |  |
|  |                          |                           | Sanjustino               | 0                        | 1     | 1     |                          |                          |                          |                          |  |                      |                  |                  |                  |                  |  |
|  |                          |                           | Sanjustino               | 0                        | 1     | 1     |                          |                          |                          |                          |  |                      |                  |                  |                  |                  |  |
|  |                          |                           |                          |                          |       |       |                          |                          |                          |                          |  |                      |                  |                  |                  |                  |  |
|  |                          |                           |                          |                          |       |       |                          |                          |                          |                          |  |                      |                  |                  |                  |                  |  |
|  |                          | Cosmos (SF)               | 2                        | 1                        | 3     |       |                          |                          |                          |                          |  |                      |                  |                  |                  |                  |  |
|  |                          |                           |                          |                          | 3     |       |                          |                          |                          |                          |  |                      |                  |                  |                  |                  |  |
|  |                          |                           | Sanjustino               | 3                        | 2     | 5     |                          |                          |                          |                          |  |                      |                  |                  |                  |                  |  |
|  | Sanjustino (p.)          | 1                         | Sanjustino               | 3                        | 2     | 5     | 4                        | 5 (4)                    |                          |                          |  |                      |                  |                  |                  |                  |  |
|  | Sanjustino (p.)          | 1                         |                          |                          |       |       |                          |                          |                          |                          |  |                      |                  |                  |                  |                  |  |
|  | Náutico El Quillá        | 1                         | 4                        | 5 (2)                    |       |       |                          |                          |                          |                          |  |                      |                  |                  |                  |                  |  |
|  | Náutico El Quillá        | 1                         | 4                        | 5 (2)                    |       |       |                          |                          |                          |                          |  |                      |                  |                  |                  |                  |  |
|  |                          |                           |                          |                          |       |       |                          |                          |                          |                          |  |                      |                  |                  |                  |                  |  |

### Primera etapa
| Fechas          | Local en la ida               | Global       | Local en la vuelta              | Ida | Vuelta |
| --------------- | ----------------------------- | ------------ | ------------------------------- | --- | ------ |
| 13 y 20 de mayo | Unión (Gobernador Crespo)     | 3:7          | Huracán (Vera)                  | 3:5 | 0:2    |
| 6 y 13 de mayo  | Tigre (Avellaneda)            | 3:0          | Matienzo (Romang)               | 2:0 | 1:0    |
| 13 y 20 de mayo | Ex Alumnos (S.A. de Obligado) | 2:1          | Huracán (Villa Ocampo)          | 1:1 | 1:0    |
| 13 y 20 de mayo | Firmat FBC                    | 4:2          | Argentino (Firmat)              | 3:0 | 1:2    |
| 13 y 20 de mayo | Club Arteaga                  | 0:4          | Federación (Los Quirquinchos)   | 0:1 | 0:3    |
| 13 y 20 de mayo | Defensores de Armstrong       | 2:3          | ADEO                            | 1:1 | 1:2    |
| 13 y 20 de mayo | 9 de Julio (Arequito)         | 2:5          | Belgrano (Arequito)             | 0:3 | 2:2    |
| 6 y 13 de mayo  | El Pirata (Los Zapallos)      | 2:1          | Central Helvecia                | 2:0 | 0:1    |
| 6 y 13 de mayo  | Irigoyense                    | 4:4 (5:4 p.) | Unión (Bernardo de Irigoyen)    | 1:2 | 3:2    |
| 13 y 20 de mayo | Jorge Newbery (VT)            | 2:1          | General Belgrano (Santa Isabel) | 1:0 | 1:1    |
| 6 y 13 de mayo  | Ferrocarril del Estado        | 3:2          | Peñarol (Rafaela)               | 2:1 | 1:1    |
| 13 y 20 de mayo | Atlético Piamonte             | 0:4          | Atlético Sastre                 | 0:0 | 0:4    |
| 13 y 20 de mayo | San Lorenzo (Tostado)         | 2:1          | Atlético Tostado                | 1:0 | 1:1    |
| 13 y 20 de mayo | Beltrán FC                    | 5:1          | Timbuense                       | 4:0 | 1:1    |
| 13 y 20 de mayo | Sportivo Rivadavia (SG)       | 5:1          | Totoras Juniors                 | 2:0 | 3:1    |
| 13 y 20 de mayo | Unión (Arroyo Seco)           | 0:3          | Porvenir Talleres               | 0:1 | 0:2    |
| 13 y 20 de mayo | Morning Star                  | 1:3          | Pablo VI (Rosario)              | 0:1 | 1:2    |
| 13 y 20 de mayo | Unión (Esperanza)             | 5:0          | Juventud (Esperanza)            | 1:0 | 4:0    |
| 12 y 19 de mayo | Náutico El Quillá             | 5:5 (2:4 p.) | Sanjustino                      | 1:1 | 4:4    |

### Segunda etapa
| Fechas                  | Local en la ida               | Global       | Local en la vuelta      | Ida | Vuelta |
| ----------------------- | ----------------------------- | ------------ | ----------------------- | --- | ------ |
| 27 de mayo y 3 de junio | Huracán (Vera)                | 2:1          | Tigre (Avellaneda)      | 2:1 | 0:0    |
| 27 de mayo y 3 de junio | Ex Alumnos (S.A. de Obligado) | 3:1          | Ocampo Fábrica          | 2:1 | 1:0    |
| 27 de mayo y 3 de junio | Coronel Aguirre               | 3:2          | Argentino (Rosario)     | 2:0 | 1:2    |
| 27 de mayo y 6 de junio | Federación (Los Quirquinchos) | 3:0          | Firmat FBC              | 2:0 | 1:0    |
| 27 de mayo y 3 de junio | Belgrano (Arequito)           | 5:1          | ADEO                    | 3:0 | 2:1    |
| 28 de mayo y 3 de junio | El Pirata (Los Zapallos)      | 1:4          | Irigoyense              | 1:1 | 0:3    |
| 27 de mayo y 3 de junio | Unión (Álvarez)               | 2:1          | ADIUR                   | 1:1 | 1:0    |
| 27 de mayo y 2 de junio | Jorge Newbery (VT)            | 4:3          | Sportivo Rivadavia (VT) | 3:3 | 1:0    |
| 27 de mayo y 3 de junio | Ferrocarril del Estado        | 1:1 (3:4 p.) | 9 de Julio (Rafaela)    | 0:1 | 1:0    |
| 27 de mayo y 3 de junio | Atlético Sastre               | 5:1          | Ben Hur                 | 2:1 | 3:0    |
| 27 de mayo y 2 de junio | San Lorenzo (Tostado)         | 3:1          | Libertad (Sunchales)    | 1:0 | 2:1    |
| 27 de mayo y 3 de junio | Sportivo Rivadavia (SG)       | 3:6          | Beltrán FC              | 3:3 | 0:3    |
| 27 de mayo y 3 de junio | Porvenir Talleres             | 3:3 (3:4 p.) | Pablo VI (Rosario)      | 2:1 | 1:2    |
| 27 de mayo y 3 de junio | Unión (Esperanza)             | 3:3 (1:3 p.) | Defensores del Oeste    | 1:1 | 2:2    |
| 26 de mayo y 2 de junio | Sanjustino                    | 5:3          | Cosmos (Santa Fe)       | 3:2 | 2:1    |

### Tercera etapa
| Fechas           | Local en la ida               | Global       | Local en la vuelta        | Ida | Vuelta |
| ---------------- | ----------------------------- | ------------ | ------------------------- | --- | ------ |
| 17 y 24 de junio | Ex Alumnos (S.A. de Obligado) | 7:4          | Huracán (Vera)            | 3:2 | 4:2    |
| 17 y 24 de junio | Federación (Los Quirquinchos) | 7:0          | Coronel Aguirre           | 4:0 | 3:0    |
| 17 y 24 de junio | Belgrano (Arequito)           | 0:6          | Sportivo Las Parejas      | 0:1 | 0:5    |
| 17 y 24 de junio | Irigoyense                    | 1:2          | Puerto San Martín Fútbol  | 0:1 | 1:1    |
| 17 y 24 de junio | Unión (Álvarez)               | 2:7          | Atlético San Jorge        | 1:4 | 1:3    |
| 17 y 24 de junio | Jorge Newbery (VT)            | 4:4 (5:3 p.) | Tiro Federal (Rosario)    | 1:0 | 3:4    |
| 17 y 24 de junio | Atlético Sastre               | 2:2 (3:1 p.) | 9 de Julio (Rafaela)      | 0:2 | 2:0    |
| 17 y 24 de junio | San Lorenzo (Tostado)         | 1:3          | Unión (Sunchales)         | 1:1 | 0:2    |
| 17 y 24 de junio | Beltrán FC                    | 2:0          | Unión (Totoras)           | 1:0 | 1:0    |
| 17 y 24 de junio | Pablo VI (Rosario)            | 1:5          | Central Córdoba (Rosario) | 0:2 | 1:3    |
| 17 y 24 de junio | Sanjustino                    | 1:3          | Defensores del Oeste      | 0:1 | 1:2    |

## Fase final

### Cuadro de desarrollo
|  | Octavos de final          | Octavos de final          |                    |                      | Cuartos de final           | Cuartos de final           | Cuartos de final           | Cuartos de final           |  |                  | Semifinales                  | Semifinales                  |  |                  | Final                | Final                | Final                | Final                |  |
|  | 7 de julio al 15 de julio | 7 de julio al 15 de julio |                    |                      | 14 de julio al 30 de julio | 14 de julio al 30 de julio | 14 de julio al 30 de julio | 14 de julio al 30 de julio |  |                  | 5 de agosto al 13 de octubre | 5 de agosto al 13 de octubre |  |                  | 14 y 17 de noviembre | 14 y 17 de noviembre | 14 y 17 de noviembre | 14 y 17 de noviembre |  |
|  |                           |                           |                    |                      |                            |                            |                            |                            |  |                  |                              |                              |  |                  |                      |                      |                      |                      |  |
|  |                           |                           |                    |                      |                            |                            |                            |                            |  |                  |                              |                              |  |                  |                      |                      |                      |                      |  |
|  | Colón (Santa Fe)          | 5                         |                    |                      |                            |                            |                            |                            |  |                  |                              |                              |  |                  |                      |                      |                      |                      |  |
|  | Colón (Santa Fe)          | 5                         |                    |                      |                            |                            |                            |                            |  |                  |                              |                              |  |                  |                      |                      |                      |                      |  |
|  | Ex Alumnos (SAO)          | 0                         |                    |                      |                            |                            |                            |                            |  |                  |                              |                              |  |                  |                      |                      |                      |                      |  |
|  | Ex Alumnos (SAO)          | 0                         |                    | Rosario Central      | 1                          | 1                          | 2                          |                            |  |                  |                              |                              |  |                  |                      |                      |                      |                      |  |
|  |                           |                           |                    | Rosario Central      | 1                          | 1                          | 2                          |                            |  |                  |                              |                              |  |                  |                      |                      |                      |                      |  |
|  |                           |                           | Colón (Santa Fe)   | 1                    | 2                          | 3                          |                            |                            |  |                  |                              |                              |  |                  |                      |                      |                      |                      |  |
|  | Rosario Central           | 2                         | Colón (Santa Fe)   | 1                    | 2                          | 3                          |                            |                            |  |                  |                              |                              |  |                  |                      |                      |                      |                      |  |
|  | Rosario Central           | 2                         |                    |                      |                            |                            |                            |                            |  |                  |                              |                              |  |                  |                      |                      |                      |                      |  |
|  | Federación (LQ)           | 1                         |                    |                      |                            |                            |                            |                            |  |                  |                              |                              |  |                  |                      |                      |                      |                      |  |
|  | Federación (LQ)           | 1                         |                    |                      |                            |                            |                            |                            |  | Colón (Santa Fe) | 1                            |                              |  |                  |                      |                      |                      |                      |  |
|  |                           |                           |                    |                      |                            |                            |                            |                            |  | Colón (Santa Fe) | 1                            |                              |  |                  |                      |                      |                      |                      |  |
|  |                           |                           | Atlético San Jorge | 0                    |                            |                            |                            |                            |  |                  |                              |                              |  |                  |                      |                      |                      |                      |  |
|  | Sportivo Las Parejas      | 2                         | Atlético San Jorge | 0                    |                            |                            |                            |                            |  |                  |                              |                              |  |                  |                      |                      |                      |                      |  |
|  | Sportivo Las Parejas      | 2                         |                    |                      |                            |                            |                            |                            |  |                  |                              |                              |  |                  |                      |                      |                      |                      |  |
|  | PSM Fútbol                | 0                         |                    |                      |                            |                            |                            |                            |  |                  |                              |                              |  |                  |                      |                      |                      |                      |  |
|  | PSM Fútbol                | 0                         |                    | Sportivo Las Parejas | 0                          | 1                          | 1                          |                            |  |                  |                              |                              |  |                  |                      |                      |                      |                      |  |
|  |                           |                           |                    | Sportivo Las Parejas | 0                          | 1                          | 1                          |                            |  |                  |                              |                              |  |                  |                      |                      |                      |                      |  |
|  |                           |                           | Atlético San Jorge | 2                    | 3                          | 5                          |                            |                            |  |                  |                              |                              |  |                  |                      |                      |                      |                      |  |
|  | Atlético San Jorge        | 1                         | Atlético San Jorge | 2                    | 3                          | 5                          |                            |                            |  |                  |                              |                              |  |                  |                      |                      |                      |                      |  |
|  | Atlético San Jorge        | 1                         |                    |                      |                            |                            |                            |                            |  |                  |                              |                              |  |                  |                      |                      |                      |                      |  |
|  | Jorge Newbery (VT)        | 0                         |                    |                      |                            |                            |                            |                            |  |                  |                              |                              |  |                  |                      |                      |                      |                      |  |
|  | Jorge Newbery (VT)        | 0                         |                    |                      |                            |                            |                            |                            |  |                  |                              |                              |  | Colón (Santa Fe) | 2                    | 0                    | 2                    |                      |  |
|  |                           |                           |                    |                      |                            |                            |                            |                            |  |                  |                              |                              |  | Colón (Santa Fe) | 2                    | 0                    | 2                    |                      |  |
|  |                           |                           | Unión (Sunchales)  | 3                    | 3                          | 6                          |                            |                            |  |                  |                              |                              |  |                  |                      |                      |                      |                      |  |
|  | Atlético de Rafaela       | 4                         | Unión (Sunchales)  | 3                    | 3                          | 6                          |                            |                            |  |                  |                              |                              |  |                  |                      |                      |                      |                      |  |
|  | Atlético de Rafaela       | 4                         |                    |                      |                            |                            |                            |                            |  |                  |                              |                              |  |                  |                      |                      |                      |                      |  |
|  | Atlético Sastre           | 1                         |                    |                      |                            |                            |                            |                            |  |                  |                              |                              |  |                  |                      |                      |                      |                      |  |
|  | Atlético Sastre           | 1                         |                    | Atlético de Rafaela  | 1                          | 0                          | 1                          |                            |  |                  |                              |                              |  |                  |                      |                      |                      |                      |  |
|  |                           |                           |                    | Atlético de Rafaela  | 1                          | 0                          | 1                          |                            |  |                  |                              |                              |  |                  |                      |                      |                      |                      |  |
|  |                           |                           | Unión (Sunchales)  | 1                    | 2                          | 3                          |                            |                            |  |                  |                              |                              |  |                  |                      |                      |                      |                      |  |
|  | Unión (Sunchales)         | 1                         | Unión (Sunchales)  | 1                    | 2                          | 3                          |                            |                            |  |                  |                              |                              |  |                  |                      |                      |                      |                      |  |
|  | Unión (Sunchales)         | 1                         |                    |                      |                            |                            |                            |                            |  |                  |                              |                              |  |                  |                      |                      |                      |                      |  |
|  | Beltrán FC                | 0                         |                    |                      |                            |                            |                            |                            |  |                  |                              |                              |  |                  |                      |                      |                      |                      |  |
|  | Beltrán FC                | 0                         |                    |                      |                            |                            |                            |                            |  | Unión (Santa Fe) | 1                            |                              |  |                  |                      |                      |                      |                      |  |
|  |                           |                           |                    |                      |                            |                            |                            |                            |  | Unión (Santa Fe) | 1                            |                              |  |                  |                      |                      |                      |                      |  |
|  |                           |                           | Unión (Sunchales)  | 2                    |                            |                            |                            |                            |  |                  |                              |                              |  |                  |                      |                      |                      |                      |  |
|  | Newell's Old Boys         | 1                         | Unión (Sunchales)  | 2                    |                            |                            |                            |                            |  |                  |                              |                              |  |                  |                      |                      |                      |                      |  |
|  | Newell's Old Boys         | 1                         |                    |                      |                            |                            |                            |                            |  |                  |                              |                              |  |                  |                      |                      |                      |                      |  |
|  | Central Córdoba (R)       | 0                         |                    |                      |                            |                            |                            |                            |  |                  |                              |                              |  |                  |                      |                      |                      |                      |  |
|  | Central Córdoba (R)       | 0                         |                    | Newell's Old Boys    | 2                          | 0                          | 2                          |                            |  |                  |                              |                              |  |                  |                      |                      |                      |                      |  |
|  |                           |                           |                    | Newell's Old Boys    | 2                          | 0                          | 2                          |                            |  |                  |                              |                              |  |                  |                      |                      |                      |                      |  |
|  |                           |                           | Unión (Santa Fe)   | 2                    | 1                          | 3                          |                            |                            |  |                  |                              |                              |  |                  |                      |                      |                      |                      |  |
|  | Unión (Santa Fe)          | 5                         | Unión (Santa Fe)   | 2                    | 1                          | 3                          |                            |                            |  |                  |                              |                              |  |                  |                      |                      |                      |                      |  |
|  | Unión (Santa Fe)          | 5                         |                    |                      |                            |                            |                            |                            |  |                  |                              |                              |  |                  |                      |                      |                      |                      |  |
|  | Defensores del Oeste      | 1                         |                    |                      |                            |                            |                            |                            |  |                  |                              |                              |  |                  |                      |                      |                      |                      |  |
|  | Defensores del Oeste      | 1                         |                    |                      |                            |                            |                            |                            |  |                  |                              |                              |  |                  |                      |                      |                      |                      |  |
|  |                           |                           |                    |                      |                            |                            |                            |                            |  |                  |                              |                              |  |                  |                      |                      |                      |                      |  |

- Nota: En cada llave, el equipo que ocupa la primera línea es el que define la serie como local.

### Octavos de final
| Fecha       | Local                | Resultado | Visitante                     |  |  |
| ----------- | -------------------- | --------- | ----------------------------- |  |  |
| 7 de julio  | Colón (Santa Fe)     | 5:0       | Ex Alumnos (S.A. de Obligado) |  |  |
| 7 de julio  | Rosario Central      | 2:1       | Federación (Los Quirquinchos) |  |  |
| 8 de julio  | Sportivo Las Parejas | 2:0       | Puerto San Martín Fútbol      |  |  |
| 8 de julio  | Atlético San Jorge   | 1:0       | Jorge Newbery (VT)            |  |  |
| 15 de julio | Atlético de Rafaela  | 4:1       | Atlético Sastre               |  |  |
| 9 de julio  | Unión (Sunchales)    | 1:0       | Beltrán FC                    |  |  |
| 8 de julio  | Newell's Old Boys    | 1:0       | Central Córdoba (Rosario)     |  |  |
| 9 de julio  | Unión (Santa Fe)     | 5:1       | Defensores del Oeste          |  |  |

### Cuartos de final
| Fechas                    | Local en la ida    | Global | Local en la vuelta   | Ida | Vuelta |
| ------------------------- | ------------------ | ------ | -------------------- | --- | ------ |
| 15 y 25 de julio          | Colón (Santa Fe)   | 3:2    | Rosario Central      | 1:1 | 2:1    |
| 22 y 30 de julio          | Atlético San Jorge | 5:1    | Sportivo Las Parejas | 2:0 | 3:1    |
| 21 y 29 de julio          | Unión (Sunchales)  | 3:1    | Atlético de Rafaela  | 1:1 | 2:0    |
| 30 de julio y 6 de agosto | Unión (Santa Fe)   | 3:2    | Newell's Old Boys    | 2:2 | 1:0    |

### Semifinales
| Fecha         | Local            | Resultado | Visitante          |  |  |
| ------------- | ---------------- | --------- | ------------------ |  |  |
| 13 de octubre | Colón (Santa Fe) | 1:0       | Atlético San Jorge |  |  |
| 5 de agosto   | Unión (Santa Fe) | 1:2       | Unión (Sunchales)  |  |  |

### Final
| Fechas               | Local en la ida   | Global | Local en la vuelta | Ida | Vuelta |
| -------------------- | ----------------- | ------ | ------------------ | --- | ------ |
| 14 y 17 de noviembre | Unión (Sunchales) | 6:2    | Colón (Santa Fe)   | 3:2 | 3:0    |

|                                      |
|                                      |
| Campeón Unión (Sunchales) 2.º título |